# ロールス・ロイス AE 1107C-リバティー

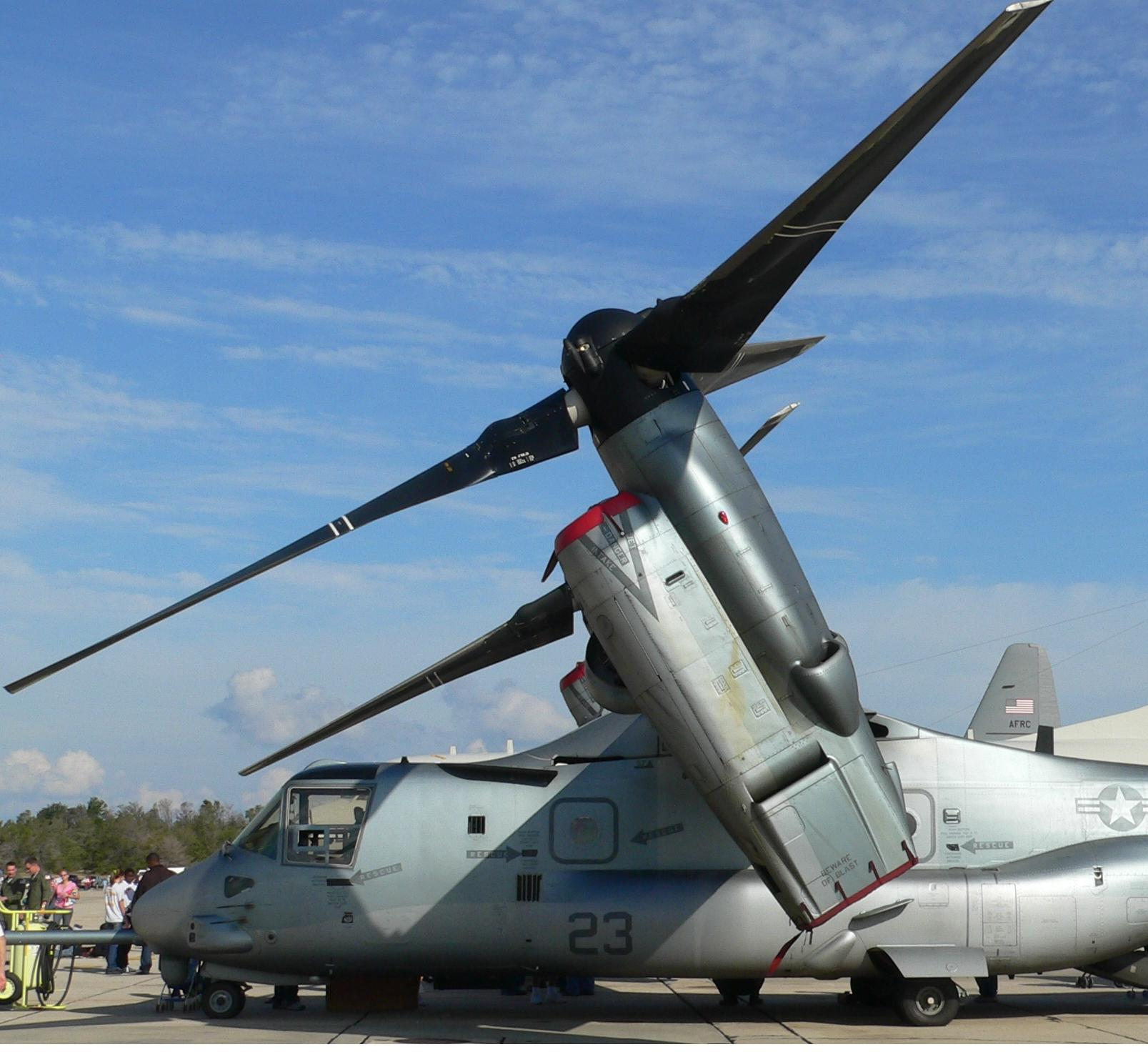
V-22のT406エンジンポッド

AE 1107C-リバティ（アメリカ軍識別符号：T406 ）とは、ロールス・ロイス・ホールディングスが製造するターボシャフトエンジンである。
現在運用されている唯一のティルトローター機であるベル・ボーイング V-22 オスプレイに使用されている。エンジン出力は6,000 shp (4,470 kW)である。

## 設計
T406/AE1107C リバティはAE 3007とAE 2100 シリーズのコアを共有している。元々はアリソン・エンジンで開発された。
V-22のT406エンジンは翼端の可変傾斜型のナセルにローターと共に搭載され、V-22の飛行を特徴づける物となっている。離陸時と着陸時はナセルの向きを90°直立状態にし、遷移飛行時は前方(0°)へ向ける。左右のエンジンは互いに反対方向に回転する。
主翼内部では両エンジンの駆動軸が接続されており、どちらか一方のエンジンが故障しても、もう一方のエンジンが両ローターを駆動し墜落を防ぐ。

## 搭載機
- V-22
- ベル V-280
- オーロラ XV-24 ライトニングストライク

## 仕様 (T406)
一般的特性
- 形式: ターボシャフト
- 全長: 78.1 in (1,980 mm)
- 直径: 34.2 in (890 mm)
- 乾燥重量: 971 lb (440 kg)

構成要素
- 圧縮機: 高圧:14段軸流式圧縮機
- タービン: 高圧:2段と出力タービン:2段

性能
- 出力: 6,150 shp (4,586 kW)
- 全圧縮比（英語版）: 16.7:1
- 出力重量比: 6.33 shp/lb (10.4 kW/kg)